# Meagen Fay
Meagen Helen Fay (Joliet, 1957) é uma atriz estadunidense. Iniciou sua carreira televisiva na série Ohara (1987) e, em seguida, realizou inúmeros trabalhos no cinema, além de outras participações especiais em séries de televisão.

## Filmografia

### Cinema
| Ano  | Título                               | Papel                |
| ---- | ------------------------------------ | -------------------- |
| 1988 | Dirty Rotten Scoundrels              | Senhora              |
| 1991 | Barton Fink                          | Poppy Carnahan       |
| 1992 | Big Girls Don't Cry... They Get Even | Mãe                  |
| 1993 | Rising Sun                           | Recepcionista        |
| 1994 | Love Affair                          | Aeromoça             |
| 1997 | Fathers' Day                         | Megan                |
| 1999 | Magnolia                             | Dr. Diane            |
| 2002 | Full Frontal                         | Diane                |
| 2002 | The Country Bears                    | Mrs. Barrington      |
| 2004 | Extreme Dating                       | Branson              |
| 2004 | Catch That Kid                       | Médica               |
| 2004 | Home of Phobia                       | Mrs. Paul            |
| 2005 | The Ring Two                         |                      |
| 2007 | Evan Almighty                        | Vizinha              |
| 2008 | Mad Money                            | Mindy Arbogast       |
| 2008 | Extreme Movie                        | Mãe de Len           |
| 2009 | Wake                                 | Mrs. Williams        |
| 2009 | Halloween II                         | Lyons                |
| 2009 | I Hope They Serve Beer in Hell       | Mrs. Jorgens         |
| 2012 | That's My Boy                        | Helen                |
| 2013 | The Pretty One                       | Mrs. Matthews        |
| 2014 | Authors Anonymous                    | Maureen              |
| 2015 | Entourage                            | Secretária de Larsen |
| 2015 | To Keep the Light                    | Mrs. Williams        |
| 2016 | La La Land                           | Mãe de Mia           |

### Televisão
| Ano  | Título                                | Papel               |
| ---- | ------------------------------------- | ------------------- |
| 1983 | The Yesterday Show                    |                     |
| 1984 | The Imposter                          |                     |
| 1987 | Ohara                                 | Roxy Baldwin        |
| 1989 | Your Mother Wears Combat Boots        | Edie Winchell       |
| 1989 | Alien Nation                          | Coroner Barkley     |
| 1990 | Carol & Company                       |                     |
| 1991 | The Carol Burnett Show                |                     |
| 1991 | Roseanne                              | Kathy Bowman        |
| 1992 | Woops!                                | Alice McConnell     |
| 1994 | Tales of the City                     | Binky Gruen         |
| 1994 | Locals                                | Rita Levine         |
| 1994 | The First Gentleman                   | Rosie Duff          |
| 1995 | The Home Court                        | Greer               |
| 1996 | Love and Marriage                     | Trudy Begg          |
| 1996 | Seinfeld                              | Mrs. Burns          |
| 2000 | Diagnosis: Murder                     | Connie Carmichael   |
| 2000 | Freaks and Geeks                      | Mrs. Kentner        |
| 2000 | Gilmore Girls                         | Mrs. Shales         |
| 2001 | 3rd Rock from the Sun                 | Annabet             |
| 2002 | Malcolm in the Middle                 | Gretchen Mannkusser |
| 2004 | Kingdom Hospital                      | Dr. Brenda Abelson  |
| 2005 | Desperate Housewives                  | Norma Harper        |
| 2006 | Charmed                               | Nanta               |
| 2006 | Hollis & Rae                          | Winnie              |
| 2007 | According to Jim                      | Susan Karp          |
| 2007 | How I Met Your Mother                 | Janice Aldrin       |
| 2007 | CSI: Crime Scene Investigation        | Rochelle Dorley     |
| 2007 | Big Love                              | Laura Tuttle        |
| 2007 | State of Mind                         | Bonnie Cheuse       |
| 2007 | Species: The Awakening                | Celeste             |
| 2008 | Single with Parents                   | Nancy               |
| 2009 | Two and a Half Men                    | Martha              |
| 2010 | Party Down                            | Nora Doyle          |
| 2010 | Chase                                 | Mrs. McGraw         |
| 2011 | Good Luck Charlie                     | Claire              |
| 2011 | Happy Endings                         | Barbara             |
| 2011 | Free Agents                           | Dorothy Potter      |
| 2012 | Franklin & Bash                       | Sharon Wright       |
| 2012 | Retired at 35                         | Joanne              |
| 2012 | The Neighbors                         | Principal Birker    |
| 2012 | The Big Bang Theory                   | Mrs. Rostenkowski   |
| 2013 | The Mentalist                         | Joanne Parsons      |
| 2013 | Don't Trust the B---- in Apartment 23 | Katherine           |
| 2014 | Murder in the First                   | Joanna Gibbs        |
| 2014 | Friends with Better Lives             | Frances Bowmont     |
| 2015 | Marvel's Agent Carter                 | Miriam Fry          |
| 2015 | Transparent                           | Blossie             |
| 2015 | Mad Men                               | Sharon Hill         |
| 2015 | The Muppets                           | Holly               |
| 2016 | The Ranch                             | Priscilla           |